# Біла скеля (ведмежий притулок)
Ведмежий притулок Біла скеля — центр порятунку та реабілітації диких тварин, який спеціалізується на реабілітації ведмедів та вовків. Мешканці притулку врятовані з притравочних станцій, цирків, ресторанів, звіринців. Потрапляють тварини в «Білу скелю» за рішенням суду або шляхом добровільної передачі від колишніх власників. В притулку тваринам створюють умови, наближені до природних.

## Історія
Притулок був заснований австрійською зоозахисною організацією Four Paws в 2012 році під публічною назвою «Станція порятунку ведмедів «Надія» (реєстраційна назва «Ведмежий притулок — Житомир») та первинно розташовувався в с. Березівка, біля Житомира.
В 2018 році притулок перейшов під управління української Благодійної організації «Міжнародний благодійний фонд «Збережи дикість», та отримав нову назву «Ведмежий притулок Біла скеля».
В жовтні 2020 року притулок переїхав в с. Чубинське Бориспільського району Київської області .
В березні 2022 року через загрозу мешканцям притулку внаслідок російського вторгнення в Україну 7 ведмедів було тимчасово перевезено до Ведмежого притулку — Домажир.
В червні 2022 року більшість тварин повернули до «Білої скелі», трьох ведмедів було передано до реабілітаційних центрів у Німеччині .

## Мешканці

### Теперішні мешканці Притулку

#### Німфадора
Гібрид вовка та собаки природного походження, народилась у 2020 році у Чернігівській області. Минулий власник вкрав тварину з природи. Врятована у 2024 році .

#### Чада
Народилась у 1998 році. Належить до рідкісного підвиду бурого ведмедя — тянь-шанського. Дванадцять років провела у цирку, була врятована у 2019 році .

#### Люба та Синочок
Бурі ведмеді, Любочка народилась у 2016 році, Синочок — у 2010 році. Їх врятували від тісних вольєрів та жорстокого поводження в цирку у 2018 році . Привезли ведмедів з міста Ніжин Чернігівської області. Під час адаптації тварини поводили себе дуже лякливо, що свідчить про знущання з них.

#### Михасик
Ведмідь бурий, народився у 2014 році, був врятований у 2017 році. Раніше жив в крихітній клітці та був розвагою в ресторані в селі Волиця Хмельницької області, в притулку вперше побачив озеро та поповз до нього на животі .

### Минулі мешканці Притулку

#### Маша
Багато років провела на притравочній станції, де мисливці вирвали їй ікла та кігті, для того, що на ній тренувались собаки. У 2018 році Машу було передано до Ведмежого притулку — Домажир .

#### Оля та Юля
Найстарші, проте найменші мешканки притулку, вони не виросли до звичайних розмірів, через те, що утримувались все життя в тісних вольєрах цирку, без достатнього харчування. Старенька Оля майже нічого не бачить. Щоб ведмідь не боявся світла софітів, циркачі його просто засліплюють. Мешкають у Ведмежому притулку — Домажир.

## Харчування
Влітку вдень кожен ведмідь з'їдає до 7 кг їжі, зокрема овочі, фрукти, риба і мед. Для наближення до природних умов працівники притулку на території вольєра роблять схованки з продовольством, щоб ведмеді самостійно шукали їжу.